# Pi Aquarii
Désignations
Pi Aquarii (π Aqr, π Aquarii) est une étoile binaire de la constellation du Verseau. Elle porte également le nom traditionnel Seat. Sa magnitude apparente moyenne est de +4.57, ce qui la rend visible à l'œil nu. En se basant sur les mesures de parallaxe effectuées durant la mission Hipparcos, on peut estimer que le système est situé à peu près à ∼ 780 a.l. (∼ 239 pc) de la Terre.

## Propriétés
Pi Aquarii est une étoile binaire avec une période orbitale de 84,1 jours,. Sa composante primaire est une étoile bleutée de type spectral B1e. Sa classe de luminosité qui lui est attribuée varie selon les études, elle a pu être classée en tant qu'étoile géante ou sous-géante de type spectral B1 III-IVe, ou plus récemment comme une étoile blanc-bleu de la séquence principale de type spectral B1 Ve,. L'autre composante du système binaire est probablement une étoile de type A ou F, et avec une masse estimée à 2-3 M☉, elle orbite à environ 0,9 UA de l'étoile primaire.
L'étoile primaire est une grande étoile dont la masse vaut près de 11 fois celle du Soleil et dont le rayon est plus de six fois supérieur à celui du Soleil. Elle est probablement assez massive pour finir sa vie en supernova. Sa luminosité est 7 300 fois supérieure à la luminosité solaire. Cette énergie est rayonnée depuis sa photosphère à une température de surface de 23 278 K, lui donnant la teinte bleutée typique d'une étoile de type B. C'est une étoile jeune, âgée de 5 à 10 millions d'années.
Pi Aquarii tourne rapidement sur elle-même, à une vitesse de rotation projetée de 215 km/s, ce qui équivaut à peu près à la moitié de la vitesse critique au-delà de laquelle l'étoile serait détruite. Pi Aquarii est plus particulièrement une étoile Be, ce qui est indiqué par le suffixe « e » à la fin de son type spectral. Son spectre montre en effet des raies d'émission dans l'hydrogène, liées à la présence d'un disque circumstellaire causé par la rotation rapide de l'étoile. Son taux de perte de masse est parmi l'un des plus importants connus parmi les étoiles Be. Pi Aquarii a également de particulier qu'elle connaît d'importantes variations dans l'intensité de ses raies d'émission. Ainsi, elles ont connu un pic d'intensité en 1985, avant de décliner entre 1985 et 1995, période au terme de laquelle l'astre a connu une phase d'« étoile quasi-normale » à la fin des années 1990 et au début des années 2000. Par ailleurs, elle fait partie d'un groupe d'étoiles Be présentation des émissions thermiques intenses et variables dans le domaine des rayons X, à l'instar de γ Cas.
Pi Aquarii est également une étoile variable de type Gamma Cassiopeiae ; sa magnitude varie entre +4.45 et +4.71 selon une période dominante de 83,8 ± 0,8 jours, ce qui correspond à la période orbitale du système binaire.

## Nomenclature
Seat est un nom pour Pi Aquarii / π Aqr. C’est l’arabe الساق al-Sāq, « la Jambe », mot entré dans les catalogues au XIIIe siècle pour Delta Aquarii / δ Aqr et déplacé sur π Aqr par Hugo Grotius (1600). Le fait qu’il soit relevé par Richard Allen (1899), lui a permis de figurer dans des catalogues du XXe siècle, et de circuler sur la toile.
Wasat al Achbiya est un autre nom pour Pi Aquarii / π Aqr. L’Égyptien Muḥammad al-Aḫsāsī al-Muwaqqit (XVIIe s.) a individualisé 3 des 4 étoiles du γζηπ Aqr. Il donne ainsi pour π Aqr وسط ألأخبية Wasṭ al-Aḫbiyya, « la Médiane [de la Propice] des Caches », qu’Edward Ball Knobel transcrit Aoul al Achbiya et traduit Prima Tabernaculorum. C’est cette transcription qui est passée comme nom sur les catalogues de la toile.
En chinois, Pi Aquarii est connue sous le nom de 墳墓四 (Fén Mù sì), c'est-à-dire la « quatrième étoile de la Tombe ». Elle est incluse au sein de l'astérisme chinois de la Tombe (墳墓 (Fén Mù) en chinois), qui regroupe les étoiles π Aquarii, γ Aquarii, ζ Aquarii et η Aquarii.